# Clinteria hearseiana
Clinteria hearseiana är en skalbaggsart som beskrevs av John Obadiah Westwood 1849. Clinteria hearseiana ingår i släktet Clinteria och familjen Cetoniidae. Inga underarter finns listade i Catalogue of Life.